# Ludwig Döderlein

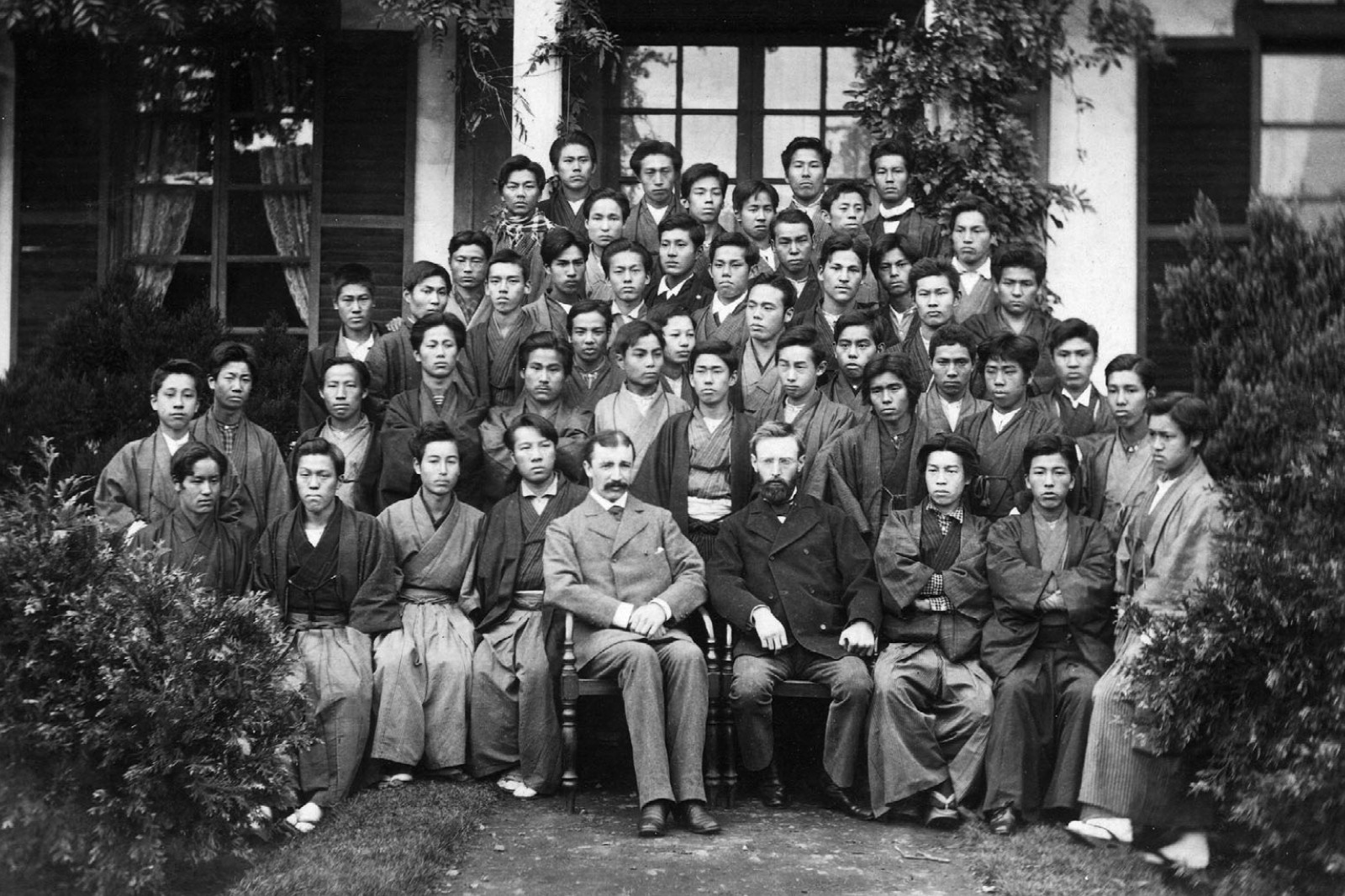
Ludwig Döderlein (voorste rij, in zwarte jas) met een groep Japanse studenten in Tokio, 1881

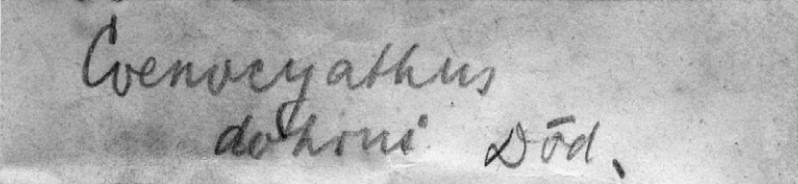
Voorbeeld van een door Döderlein geschreven label bij een specimen van Coenocyathus dohrni, 1913 (nu gesynonimiseerd met Caryophyllia inornata (1878)), een Hexacorallia-soort

Ludwig Heinrich Philipp Döderlein (Bad Bergzabern, 3 maart 1855 - München, 23 april 1936) was een Duits zoöloog en paleontoloog. Hij was gespecialiseerd in stekelhuidigen, met name zeesterren, zee-egels en zeelelies. Hij was een van de eerste Europese zoölogen die in de gelegenheid was onderzoek te doen in Japan. Daar geldt hij nog steeds als een van de pioniers op het gebied van marien biologisch onderzoek in dat land.

## Levensschets
De familie Döderlein komt van oorsprong uit Wissembourg (Duits: Weißenburg). Döderlein werd in maart 1855 geboren in het nabijgelegen Bad Bergzabern, op dat moment in het Koninkrijk Beieren. Zijn vader was Wilhelm Döderlein, naderhand leraar aan het gymnasium van Bayreuth; zijn moeder was Marie Clothilde, dochter van Fridolin Zwicky, arts en apotheker. Ludwig Döderlein kwam met andere woorden uit een gestudeerd gezin.

### Universitaire opleiding
Hij ging van 1864 tot 1873 naar school in Bayreuth, en studeerde vervolgens natuurwetenschappen, eerst twee jaar in Erlangen (1873-1875), waar hij in de zomer van 1875 tevens assistent was van Emil Selenka, daarna een jaar in München (Ludwig Maximilians-Universiteit). Voor zijn promotie ging hij naar de Universiteit van Straatsburg, die na de annexatie van de Elzas door Pruisen in de nasleep van de Frans-Duitse Oorlog (1870-1871) nu ook een Duitse universiteit was. Hij promoveerde daar op 26 juni 1877 tot doctor in de zoölogie. Van 1876 tot 1878 was hij aan het zoölogisch instituut van diezelfde universiteit assistent van de zoöloog Eduard Oscar Schmidt. Daarna vond hij eerst werk als leraar aan het gymnasium in Mulhouse.

### Japan
Rond die tijd ontmoette hij Kenji Oosawa (1852-1927), een Japanse student geneeskunde die van 1878 tot 1882 aan de Universiteit van Straatsburg studeerde. Oosawa beschikte over invloedrijke contacten in Japan, en wist voor Döderlein een uitnodiging te regelen om hoogleraar in de natuurlijke historie te worden aan de net opgerichte Keizerlijke Universiteit van Tokio. Van 1879 tot 1881 was hij daarop als "oyatoi gaikokujin" (buitenlands werknemer) aan de medische faculteit werkzaam, samen met elf andere Duitse hoogleraren, aan het begin van het tijdperk dat bekendstaat als de Meiji-restauratie.
Onmiddellijk na aankomst in Japan begon Döderlein daar planten en dieren te verzamelen. Hij ging daartoe onder meer naar marktkooplui op het eiland Enoshima (in de Sagamibaai), kocht specimens van ze en beloofde ze een volgende keer meer van ze te zullen kopen als ze meer voor hem verzamelden. Hij ontdekte zo de grote soortenrijkdom van de Sagamibaai, wat er onder meer toe leidde dat er in 1884 in Misaki een marien biologisch station werd opgezet. Hij ondernam ook zelf verzamelreizen, onder meer op het hoofdeiland van Japan en naar de Amami-eilanden, onderdeel van de Riukiu-eilanden (door hem gespeld als "Liu-Kiu Inseln"). Tijdens zijn verblijf in Japan overleed zijn vader in Bayreuth (1881).

### Straatsburg
Na terugkomst uit Japan werd Döderlein in 1882 conservator, en in 1885 directeur, van de "Zoologische Sammlung in Straßburg" (het zoölogisch museum van Straatsburg). Hij bracht er ook zijn eigen collecties in onder. Voor hem begon toen een periode waarin hij uitgebreid over de uit Japan meegebrachte collecties en over andere verzamelingen publiceerde. In 1883 had hij al habilitatie gedaan aan de Universiteit van Straatsburg, waarmee hij het recht verwierf daar als docent op te treden. In 1891 werd hij benoemd als hoogleraar, en in 1894 kreeg hij de leeropdracht voor zoölogie, in het bijzonder systematiek, aan die universiteit. Hij bleef hoogleraar tot 1919, toen, als gevolg van het Verdrag van Versailles, alle Duitsers die zich na 1870 in de Elzas hadden gevestigd weer moesten vertrekken. Bij zijn vertrek moest hij aanvankelijk al zijn bezittingen en de wetenschappelijke collecties achterlaten. Diverse wetenschappers deden moeite om de door Döderlein in Straatsburg ondergebrachte collecties terug te bezorgen aan ofwel Döderlein zelf, ofwel aan het instituut dat ze aan hem uitgeleend had. Onder hen Max Wilhelm Carl Weber, die de collectie van de Siboga-expeditie wilde veiligstellen, en Austin Hobart Clark, die zich inzette voor het materiaal dat door de "Albatross" was verzameld. Uiteindelijk wist Döderlein toch een belangrijk deel van zijn verzameling van Straatsburg naar München over te brengen.
Rond 1900 waren bij Döderlein de eerste verschijnselen van tuberculose aan het strottenhoofd geconstateerd. Als gevolg daarvan ging zijn stem achteruit, waardoor hij zich steeds moeilijker verstaanbaar kon maken. Een kuur die hij van januari tot mei 1901 samen met zijn echtgenote deed in de droge lucht van Algerije bracht geen verbetering. Terwijl veel van zijn uit de Elzas uitgewezen collega's in Duitsland al snel opnieuw een betrekking als hoogleraar verwierven, was dit Döderlein niet gegeven omdat zijn zwakke stem het geven van colleges in een groot auditorium onmogelijk maakte.

### München
Na de uitwijzing uit de Elzas kostte het Döderlein moeite om werk te vinden. Uiteindelijk kwam hij via zijn contact met Carl Zimmer in München terecht bij de Zoologische Staatssammlung München. Vanaf 1 mei 1921 was hij "Honorarprofessor" in de zoölogie aan de Universiteit van München. Na het vertrek van Zimmer naar Berlijn was Döderlein van 1 november 1923 tot 1 maart 1927 zijn opvolger als directeur van het museum. In 1923 kreeg hij ook de leeropdracht voor systematische zoölogie. Die laatste taak bleef hij tot het eind van zijn leven uitvoeren.

### Huwelijk
Döderlein huwde in 1883 in Kaiserslautern Auguste Schön (geboren 1862). Samen met haar had hij drie zonen en twee dochters.

## Werk
Döderlein onderzocht en schreef over verschillende diergroepen, waaronder vissen, zoogdieren (zowel recent als fossiel) en pterosauriërs. Hoewel hij ook genoemd wordt als specialist op het gebied van de evolutie van het zoogdierskelet lag zijn echte specialisme op het gebied van de stekelhuidigen. Tussen 1885 en 1936 verschenen er 43 werken over deze dieren van zijn hand. Daaronder monografieën maar ook beschrijvingen van collecties. In totaal beschreef en benoemde hij zo'n vijftig nieuwe geslachten en 375 nieuwe soorten stekelhuidigen. Daarnaast was hij evolutionair bioloog. Hij deed onderzoek aan en publiceerde over de stamboom van de koralen van het geslacht Fungia Lamarck 1801, waarvan alle soorten op een na inmiddels in andere geslachten worden geplaatst, maar dat in Döderleins tijd nog zo'n 26 soorten telde, met in totaal zo'n 40 variëteiten (tegenwoordig zouden ze ondersoorten worden genoemd). Döderlein onderzocht aan de hand van deze groep of het mogelijk was om op basis van morfologische kenmerken tot een natuurlijke indeling te komen. Met een team van andere zoölogen was hij actief in het opstellen van regels voor de zoölogische nomenclatuur in de tijd dat er nog geen sprake was van een International Code.

## Publicaties
| 1878. | Ueber das Skelett des Tapirus Pinchacus. Archiv für Naturgeschichte 44: 37-90. BHL |
| 1883. | met Steindachner, F.. Beiträge zur Kenntniss der Fische Japan’s. (I.). Denkschriften der Kaiserlichen Akademie der Wissenschaften, Mathematisch-Naturwissenschaftliche Classe 47(1): 211-242, pl. 1-7. BHL |
| -     | met Steindachner, F.. Beiträge zur Kenntniss der Fische Japan's. (II.). Denkschriften der Kaiserlichen Akademie der Wissenschaften, Mathematisch-Naturwissenschaftliche Classe 48(1): 1-40. BHL en in: Anzeiger der Kaiserlichen Akademie der Wissenschaften, Mathematisch-Naturwissenschaftliche Classe 20: 123-125. BHL       |
| 1884. | Studien an japanischen Lithistiden. Zeitschrift für wissenschaftliche Zoologie 40(1): 62-104, pl. 5-7. BHL |
| -     | met Steindachner, F.. Beiträge zur Kenntniss der Fische Japan's. (III.). Denkschriften der Kaiserlichen Akademie der Wissenschaften, Mathematisch-Naturwissenschaftliche Classe 49(1): 171-212. BHL |
| 1885. | Seeigel von Japan und den Liu-Kiu Inseln. Archiv für Naturgeschichte 51: 73-112. BHL |
| 1887. | met Steindachner, F.. Beiträge zur Kenntniss der Fische Japan's. (IV.). Denkschriften der Kaiserlichen Akademie der Wissenschaften, Mathematisch-Naturwissenschaftliche Classe 53(1): 257–296, pl. 1–4. BHL |
| -     | Die Japanischen Seeigel. I. Theil. Familie Cidaridae und Saleniidae: 1-59, pl. 1-11. BHL |
| 1888. | Echinodermen von Ceylon. Bericht über die von den Herren Dres Sarasin gesammelten Asteroidea, Ophiuroidea und Echinoidea. Zoologische Jahrbücher. Zeitschrift für Systematik, Geographie und Biologie der Thiere 3: 821-846. BHL                                                                                                |
| 1892. | Petrostroma schulzei n.g., n.sp. Verhandlungen der Deutschen Zoologischen Gesellschaft 2: 143-146. BHL |
| 1894. | met Bütschli, O., Carus, J.V., Ehlers, E., Ludwig, H., Möbius, K., Schulze, F.E. & Spengel, J.W.. Regeln für die wissenschaftliche Benennung der Thiere im Auftrage der Deutschen Zoologischen Gesellschaft. Archiv für Naturgeschichte 61(1): 362-371. BHL                                                                     |
| 1896. | Bericht über die von Herrn Professor Semon bei Amboina und Thursday Island gesammelten Ophiuroidea. Denkschriften der Medicinisch-Naturwissenschaftlichen Gesellschaft zu Jena 8: 277-300, pl. 14-18. BHL, tekst, BHL, platen                                                                                                   |
| -     | Bericht über die von Herrn Professor Semon bei Amboina und Thursday Island gesammelten Asteroidea. Denkschriften der Medicinisch-Naturwissenschaftlichen Gesellschaft zu Jena 8: 301-326, pl. 18-22. BHL, tekst, BHL, platen |
| 1898. | Bericht über die von Herrn Professor Semon bei Amboina und Thursday Island gesammelten Crinoidea. Denkschriften der Medicinisch-Naturwissenschaftlichen Gesellschaft zu Jena 8: 473-480, pl. 36. BHL, tekst, BHL, plaat |
| -     | Über einige epizoisch lebende Ophiuroidea. Denkschriften der Medicinisch-Naturwissenschaftlichen Gesellschaft zu Jena 8: 481-488, pl. 37. BHL, tekst, BHL, plaat |
| 1900. | Die Echinodermen. Zoologische Ergebnisse einer Untersuchungsfahrt des deutschen Seefischerei-Vereins nach der Bäreninsel und Westspitzbergen. Wissenschaftliche Meeresuntersuchungen, Abteilung Helgoland neue Folge 4: 195-248, pl. 4-10. BHL                                                                                  |
| 1901. | Diagnosen einiger von der Valdivia-Expedition gesammelter Seeigel-Arten aus dem Indischen Ocean. Zoologischer Anzeiger 24: 19-23. BHL |
| -     | Die Korallen-Gattung Fungia. Zoologischer Anzeiger 24: 353–360. BHL |
| 1902. | Die Korallengattung Fungia. Wissenschaftliche Ergebnisse der Reisen in Madagaskar und Ostafrika in den Jahren 1989-95 von Dr. A. Voeltzkow. Abhandlungen herausgegeben von der Senckenbergischen Naturforschenden Gesellschaft 27(1): 1–162. BHL                                                                                |
| -     | Japanische Euryaliden. Zoologischer Anzeiger 25: 320-326. BHL |
| -     | Japanische Seesterne. Zoologischer Anzeiger 25: 326-335. BHL |
| -     | Bericht über die von Herrn Professor Semon bei Amboina und Thursday Island gesammelten Echinoidea. Denkschriften der Medicinisch-Naturwissenschaftlichen Gesellschaft zu Jena 8: 683-726, pl. 58-65. BHL, tekst, BHL, platen |
| 1905. | Über Seeigel der deutschen Tiefsee-Expedition. Zoologischer Anzeiger 28: 621-624. BHL |
| 1906. | Die Echinoiden der Deutschen Tiefsee-Expedition. in: Chun, C. (ed.) Wissenschaftliche Ergebnisse der Deutschen Tiefsee-Expedition auf dem Dampfer "Valdivia" 1898-1899 5: 61-290, pl. 9-50. BHL |
| -     | Die polyporen Echinoiden von Japan. Zoologischer Anzeiger 30: 515-521. BHL |
| 1907. | Die gestielten Crinoiden der Siboga-Expedition. Siboga-Expeditie. Uitkomsten op zoölogisch, botanisch, oceanographisch en geologisch gebied verzameld in Nederlandsch Oost-Indie 1899-1900 aan boord H.M. "Siboga" 42(a): 1–54. BHL                                                                                             |
| 1908. | Asterina lüderitziana, eine neue Art aus Sudwest-Afrika. Jahrbücher des Nassauischen Vereins für Naturkunde 61: 296-298. BHL |
| 1910. | Asteroidea, Ophiuroidea, Echinoidea. in: Schultze, L. Zoologische und anthropologische Ergebnisse einer Forschungsreise im westlichen und zentralen Südafrika ausgeführt in den Jahren 1903-1905 von Dr. Leonhard Schultze, Band 4. Denkschriften der Medicinisch-Naturwissenschaftlichen Gesellschaft zu Jena 16: 245-258. BHL |
| -     | met Hartmeyer, R.. Westindische Seeigel und Seesterne. Ergebnisse einer zoologischen Forschungsreise nach Westindien von Prof. W. Kükenthal und Dr. R. Hartmeyer im Jahre 1907. Zoologische Jahrbücher Supplement 11(2): 145-156. BHL                                                                                           |
| 1911. | Über Echinoidea von den Aru-Inseln. Abhandlungen herausgegeben von der Senckenbergischen Naturforschenden Gesellschaft 34(2): 235-248, pl. 9-10. BHL |
| -     | Über japanische und andere Euryalae. Beiträge zur Naturgeschichte Ostasiens. Abhandlungen der Mathematisch-Physikalischen Klasse der Königlich Bayerischen Akademie der Wissenschaften Suppl. 2(5): 1-123. BHL |
| 1912. | Die gestielten Crinoiden der Deutschen Tiefsee-Expedition. in: Chun, C. (ed.) Wissenschaftliche Ergebnisse der Deutschen Tiefsee-Expedition auf dem Dampfer "Valdivia" 1898-1899 17: 1-34. BHL |
| 1913. | Die Steinkorallen aus dem Golf von Neapel. Mitteilungen aus der Zoologischen Station zu Neapel 21: 105-152. BHL |
| 1914. | Echinoidea. Die Fauna Südwest-Australiens 4(12): 443-492. BHL |
| 1915. | Die Arten der Asteroiden-Gattung Anthenea Gray. Jahrbücher des Nassauischen Vereins für Naturkunde 68: 21-55. BHL |
| 1916. | Über die Gattung Oreaster und Verwandte. Zoologische Jahrbücher. Zeitschrift für Systematik, Geographie und Biologie der Thiere 40(5): 409–440. BHL |
| 1917. | Die Asteriden der Siboga Expedition. I. Die Gattung Astropecten und ihre Stammesgeschichte. Siboga-Expeditie. Uitkomsten op zoölogisch, botanisch, oceanographisch en geologisch gebied verzameld in Nederlandsch Oost-Indie 1899-1900 aan boord H.M. "Siboga" 46(a): 1–191. BHL                                                |
| 1920. | Die Asteriden der Siboga Expedition. II. Die Gattung Luidia und ihre Stammesgeschichte. Siboga-Expeditie. Uitkomsten op zoölogisch, botanisch, oceanographisch en geologisch gebied verzameld in Nederlandsch Oost-Indie 1899–1900 aan boord H.M. "Siboga" 46(b): 193–293. BHL                                                  |
| 1921. | Die Asteriden der Siboga-Expedition. I. Porcellanasteridae, Astropectinidae, Benthopectinidae. Siboga Expeditie. Uitkomsten op zoölogisch, botanisch, oceanographisch en geologisch gebied verzameld in Nederlandsch Oost-Indie 1899–1900 aan boord H.M. "Siboga" 46(1): 1-47. BHL                                              |
| 1922. | Über die Gattung Calliaster Gray. Bijdragen tot de Dierkunde 1922: 47-52 |
| 1923. | Anurognathus ammoni, ein neuer Flugsaurier. Sitzungsberichte der mathematisch-physikalischen Klasse der Bayerischen Akademie der Wissenschaften zu München 1923: 117-164. BHL |
| 1924. | Die Asteriden der Siboga-Expedition. II. Pentagonasteridae. Siboga Expeditie. Uitkomsten op zoölogisch, botanisch, oceanographisch en geologisch gebied verzameld in Nederlandsch Oost-Indie 1899–1900 aan boord H.M. "Siboga" 46(2): 48-69. BHL                                                                                |
| 1926. | Über Asteriden aus dem Museum von Stockholm. Kungliga Svenska Vetenskapsakademiens Handlingar ser. 3, 2(6): 1-22. |
| 1927. | Indopacifische Euryalae. Abhandlungen der Bayerischen Akademie der Wissenschaften, Mathematisch-Naturwissenschaftliche Abteilung 31(6): 1-105. |
| 1928. | Die Seesterne der Deutschen Tiefsee-Expedition. Wissenschaftliche Ergebnisse der Deutschen Tiefsee Expedition auf dem Dampfer "Valdivia" 1898-1899 19(11): 289–301. |
| 1930. | Die Ophiuren der Deutschen Tiefsee-Expedition. Wissenschaftliche Ergebnisse der Deutschen Tiefsee Expedition auf dem Dampfer "Valdivia" 1898-1899 22(6): 347–396. |
| 1935. | Die Asteriden der Siboga Expedition. III. Oreasteridae. Siboga-Expeditie. Uitkomsten op zoölogisch, botanisch, oceanographisch en geologisch gebied verzameld in Nederlandsch Oost-Indie 1899-1900 aan boord H.M. "Siboga" 46(c): 71–110.                                                                                       |
| 1936. | Die Asteriden der Siboga Expedition. III. Die Unterfamilie Oreasterinae. Siboga-Expeditie. Uitkomsten op zoölogisch, botanisch, oceanographisch en geologisch gebied verzameld in Nederlandsch Oost-Indie 1899-1900 aan boord H.M. "Siboga" 46(c): 295–369.                                                                     |

- Bibsys: 6075730
- Bibliothèque nationale de France: cb14636343x (data)
- CiNii: DA16934272
- Stuttgart Database of Scientific Illustrators 1450–1950: 6091
- Gemeinsame Normdatei: 116153105
- International Standard Name Identifier: 0000 0001 0960 2663
- Library of Congress Control Number: no2017037391
- Bibliotheek van het Japanse parlement: 00465192
- Nationale Bibliotheek van Tsjechië: hka20191051605
- Nederlandse Thesaurus van Auteursnamen: 111406587
- Réseau des bibliothèques de Suisse occidentale: 02-A018164869
- Système universitaire de documentation: 111877342
- Virtual International Authority File: 24857762
- WorldCat: E39PBJmy4gh9QGkkqM4hxR69Xd